# Єнський планетарій
Цайссівський планетарій в Єні (нім. Zeiss-Planetarium) — планетарій у Німеччині у місті Єна, найстаріший у світі великий планетарій. Відкритий 18 липня 1926 року. Планетарій Zeiss — це проєкційний планетарій, у якому нерухомі зорі та планети проєктуються на внутрішню частину білого купола. Це одна з історичних пам'яток техніки в Німеччині. Власником є фонд Ернста Аббе, а планетарієм керує Sternevent GmbH. У 2019 році його відвідали понад 150 000 разів.

## Історія

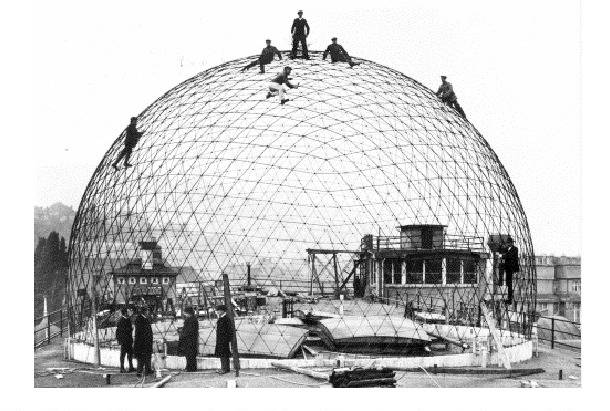
Тимчасовий купол планетарію (прибл. початок 1924)

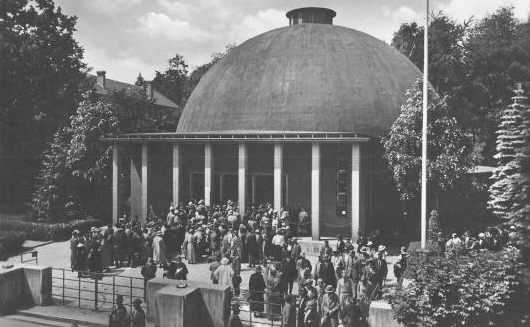
Єнський планетарій у 1926

Ініціатором розробки планетарію був Оскар фон Міллер, засновник Німецького музею в Мюнхені, який ще в 1912 році задумав побудувати в своєму закладі планетарій Птолемеїв у стилі небесної кулі з механічним пристроєм для відображення орбіт планет. У 1913 році він звернувся до компанії Carl Zeiss в Єні, щоб втілити свою ідею в життя. Оскільки початковий план виявився надто технічно складним і навряд чи здійсненним, на початку 1919 року Вальтер Бауерсфельд розробив пристрій планетарію на основі проєктування світлових променів. Планетарій встановили в Мюнхені в 1924 році під назвою модель I.
З кінця липня 1924 року близько 80 000 людей відвідали перші експериментальні демонстрації штучного зоряного неба в тимчасовому куполі на даху заводу Carl Zeiss у Єні, преса називала його «Єнським дивом» (нім. Wunder von Jena). Через великий попит з боку інших міст компанія Carl Zeiss стала планувати великий постійний планетарій у Єні, а також подальше вдосконалення проєктора — майбутню Model II. Протягом кількох місяців проєктування було завершено, і наприкінці 1924 року розпочалося будівництво Єнського 25-метрового планетарію в тодішньому Принцессінненгартені за проєктом архітекторів Schreiter & Schlag. Після відкриття перших великих планетаріїв у Вупперталь-Бармені, Лейпцигу та Дюссельдорфі в 1926 році, 18 липня 1926 року Єнський планетарій став четвертим великим планетарієм у світі.
У 1984—1985 роках планетарій значно розширили конструктивно і технічно, зокрема, обладнання планетарію було комп'ютеризоване. У 1993 році планетарію знову вдосконалили проєктори планетарію, що дало змогу проєктувати слайди на весь купол. У 1996 році гантелеподібний зоряний проєктор Zeiss Cosmorama замінили на Starball Model VIII «Universarium», також вироблений Carl Zeiss Jena. У жовтні 2004 року планетарій розширили за рахунок ресторану «Бауерсфельд». У 2006 році в планетарії встановили лазерну повнопольну проєкційну систему ADLIP (англ. All Dome Laser Image Projection) від Carl Zeiss і Jenoptik, що зробило Єнський планетарій першим лазерним повнокупольним планетарієм у Європі.

## Технологія

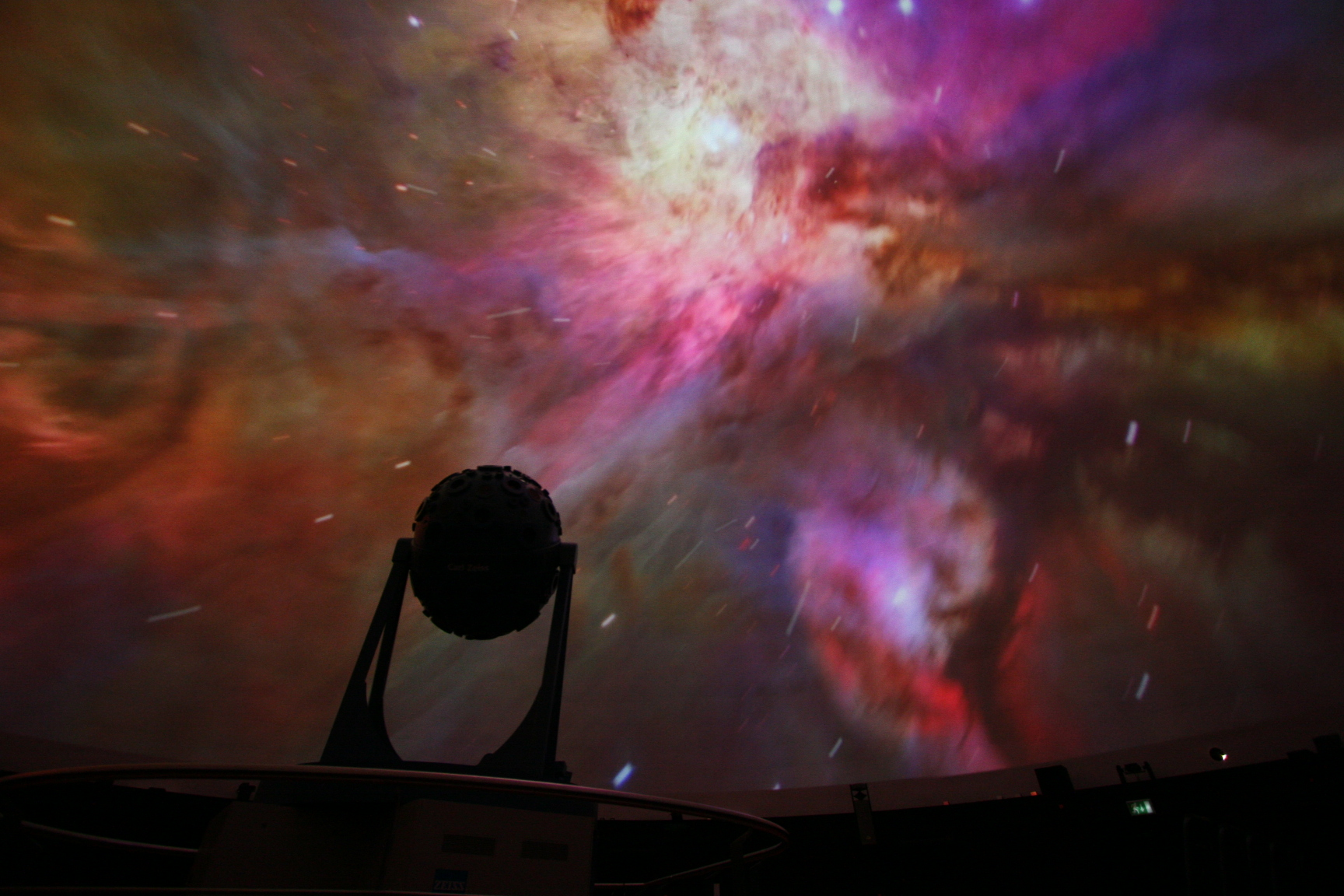
Зображення за допомогою системи Adlip в Єнському планетарії

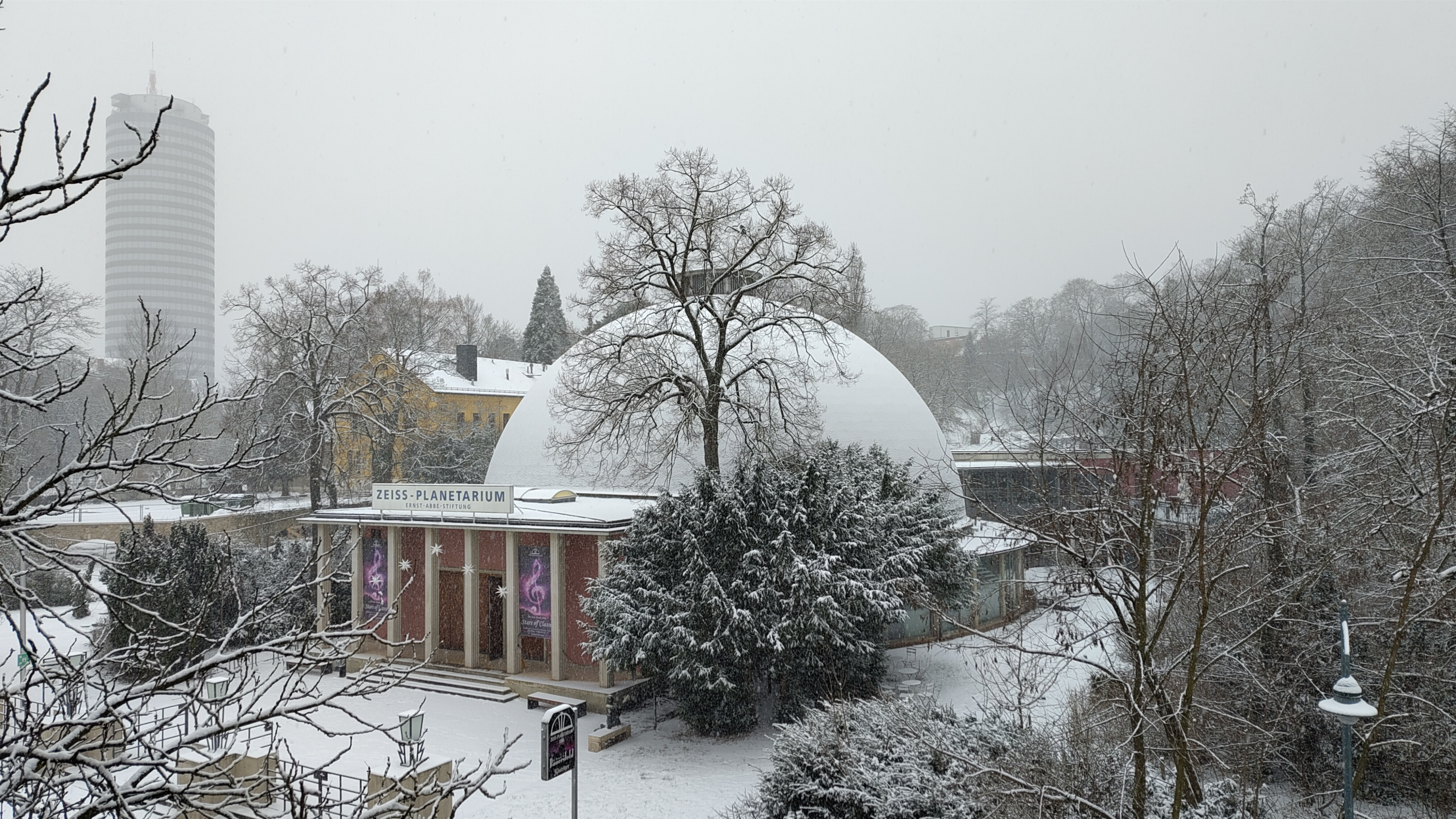
Планетарій взимку

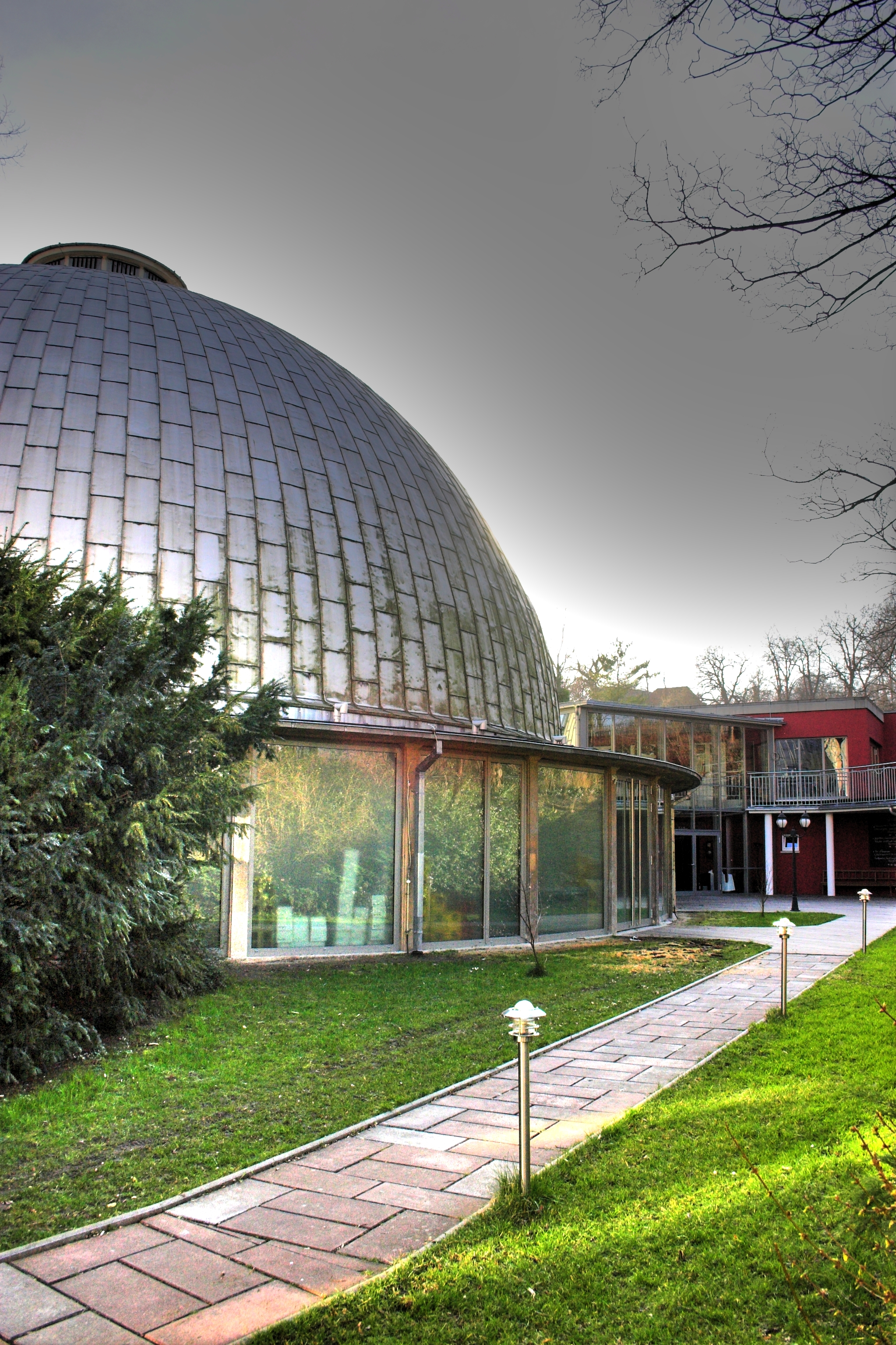
Вид збоку

«Серцем» планетарію є оптомеханічний зоряний проєктор Model VIII, встановлений у 1996 році.
3 листопада 2011 року в планетарії встановили повністю нову відео- та аудіосистему, яка отримала назву «Новий планетарій». Це проєкційна система Powerdome Velvet від Zeiss, яка забезпечує реалістичне відображення світлових контрастів і замінює систему Adlip, що використовувалася раніше. Нова система дає вищу роздільну здатність до 4096 × 4096 пікселів і підвищений коефіцієнт контрастності 2 500 000:1.
За допомогою восьми синхроннізованих проєкторів Velvet можна проєктувати рухомі зображення на весь купол планетарію. Зображення від окремих проєкторів змішуені одне з одним таким чином, що глядач не бачить переходів, а лише загальне зображення на куполі. Проєктори встановлені на краю купола. Комп'ютерна система обробки зображень PowerDome виконує корекцію спотворень, розподіл загального зображення на окремі проєктори та змішування внеску проєкторів на краях їхніх областей відображення.
Планетарій використовує тривимірну звукова система «SpatialSoundWave», створену Інститутом цифрових медіа-технологій Фраунгофера. Ця система забезпечує особливий вид просторового звуку, оскільки працює з синтезом хвильового поля.

## Купол
Для будівництва планетарію вперше розробили нову технологію створення тонкостінних бетонних куполів. Планетарій з напівсферичним куполом був розроблений Вальтером Бауерсфельдом. Він складається з мережі стрижнів, подібних до геодезичних куполів, побудованих пізніше Річардом Бакмінстером Фуллером. Купол побудували за системою Цайсса-Дювідага будівельною компанією Dyckerhoff & Widmann за проєктом Франца Дішінгера. Товщина бетонної оболонки куполу планетарію становить лише шість сантиметрів, а діаметр — 25 метрів.